# Відцентровий насос

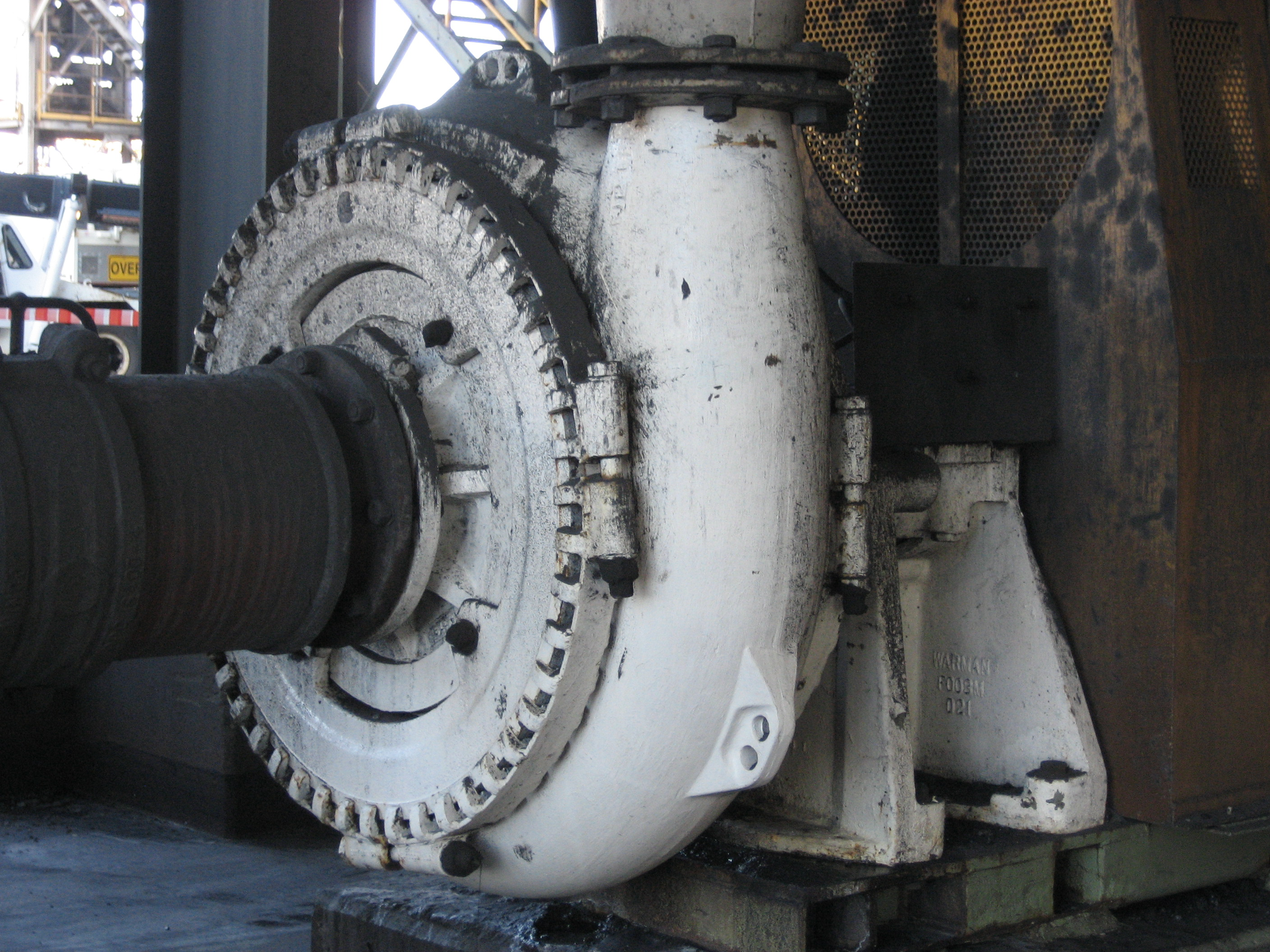
«Warman» відцентровий насос в додатку вугілля збагачувальної фабрики

Типова схема двигуна і відцентрового насоса

Насос відцентровий (рос. насос центробежный; англ. centrifugal pump; нім. Zentrifugalpumpe f, Kreiselpumpe f, Schleuderpumpe f) — підклас динамічних поглинаючих турбомашин осесиметричної дії.. Відцентрові насоси використовуються для транспортування рідин шляхом перетворення кінетичної енергії обертання в гідродинамічну енергію потоку рідини. Обертальна енергія, як правило, передається від двигуна або електродвигуна. Рідина надходить у робоче колесо насоса вздовж або поблизу до осі обертання, і прискорюється крильчаткою, тече радіально назовні в дифузор або спіральну камеру (кожух). По суті насос відцентровий — це насос лопатевий, який діє за допомогою відцентрових сил і в якому рідке середовище переміщується через робоче колесо від центра до периферії.
Відцентрові насоси використовуються для перекачування води, каналізації, нафти і нафтопродуктів.

## Історія
Першою машиною, яку можна охарактеризувати як відцентровий насос була машина для підйому багна, яка з'явилася ще в p. 1475, і була створена італійським інженером «Франческо ді Джорджо Мартіні» (італ. Francesco di Giorgio Martini). Сучасні відцентрові насоси не були розроблені до кінця 17 століття, коли Дені Папен побудував одну допомогою прямих лопаток. Вигнута лопать була введена британський винахідник «Джон Апполд» (англ. John Appold) в p. 1851.

## Різновиди відцентрових насосів
Насоси відцентровані класифікують за кількома ознаками:
- 1.За кількістю робочих коліс: одноколісні, двоколісні і багатоколісні (насоси секційні), в яких рідина проходить послідовно крізь ряд коліс, причому загальний напір насоса дорівнює сумі напорів, які створюються кожним колесом. У багатоступінчастому відцентровому насосі на вал насаджено декілька коліс. Рідина через всмоктуючий патрубок підводиться до центру 1–го колеса, від периферії цього колеса до центру наступного колеса і далі до нагнітального патрубка. У колеса (2, 3, 4 і так далі) рідина надходить під тиском. Кожне колесо збільшує тиск рідини. Багатоколісні насоси створюють великі натиски.
- 2. За створюваним тиском: — низьконапірні (до 2 атм.); — середньонапірні (2–6 атм.); — високонапірні (понад 6 атм.).
- 3.За способом підведення рідини до робочого колеса: насоси с однобічним підведенням і насоси з двобічним підведенням;
- 4.За розташуванням вала — горизонтальні та вертикальні. Верти-кальні насоси застосовуються для відкачування рідини з глибоких колодязів і свердловин, а також з фабричних зумпфів, куди вони опускаються.
- 5. За конструкцією корпусу — з вертикальним роз'єднанням і горизонтальним роз'єднанням.
- 6.За відводом рідини з робочого колеса — спіральні та турбінні, в яких рідина до спірального каналу (завитки) надходить через спрямовуючий апарат (нерухоме колесо з лопатками);
- 7. За способом з'єднання з двигуном — приводні (зі шківом або редуктором), з'єднані безпосередньо через муфту та моноблок–насоси, де робоче колесо встановлене на подовженому кінці вала електродвигуна;
- 8.За родом рідини, яка перекачується — вугільні, ґрунтові, а також водопровідні, каналізаційні, теплофікаційні, кислотні і т. ін.

У гірничій промисловості широко застосовують насоси вугільні, ґрунтові, шламові, суспензійні, а також багатоколісні секційні насоси.

## Принцип дії і область застосування відцентрових насосів

Основними елементами відцентрових насосів є:
– посаджене на вал робоче колесо з лопатями;
– спіральний корпус (уліта).
До всмоктуючого патрубка приєднана всмоктуюча трубка, а до нагнітального — нагнітальний трубопровід.
Сальники ущільнюють отвори, через які проходить вал насоса.
Циркуляція рідини усередині корпусу усувається ущільненням між корпусом і робочим колесом, що ізолює зону всмоктування від зони нагнітання.
Відцентровий насос перед запуском заповнюється рідиною. При обертанні робочого колеса лопатки захоплюють рідину в обертовий рух навколо осі валу. Під дією відцентрової сили рідина рухається уздовж лопаток від центру колеса до його периферії і через спіральний корпус подається в нагнітальний трубопровід. У відцентровому кільцевому отворі на вході в колесо і у всмоктуючій зоні створюється розрідження, а на виході з робочого колеса і спіральної камери корпусу тиск підвищується. Передача енергії з вала відцентрового насоса потоку рідини відбувається безпосередньою силовою дією лопаток робочого колеса на рідину.

## Відцентрові насоси для перекачування пульпи
Для перекачування пульп використовують насоси піскові з сальниковим ущільненням і насоси ґрунтові. Ґрунтові насоси великих розмірів називають землесосами.

### Відцентрові піскові насоси
Відцентрові піскові насоси з сальниковим ущільненням (тип Пс) випускаються консольні, горизонтальні і вертикальні з живленням бічним і центральним. Насоси Пс застосовуються для пульп з рН=6–8 і температурою до 60 °С. Насоси Пс випускаються наступного виконання: від 2,5Пс–6 до 8Пс–14.
У шифрах насосів перші цифри — діаметр входу в насос (мм), зменшений в 25 разів; П — пісковий; с — сальниковий; останні цифри — коефіцієнт швидкохідності.
Подача: 34 — 342 м3/год.
Натиск: 16,5 — 58 м водн.ст.
Потужність електродвигуна: 5,5 — 160 кВт.
Допустима густина пульпи: 1,4 — 1,9 г/см3.
Відцентрові піскові насоси типу Гр випускають горизонтальними в декількох модифікаціях: насоси типу Гру відрізняються від насосів Гр ширшими прохідними перетинами і рекомендуються для перекачування більш грубозернистої пульпи. Насоси типу ГР–Л випускають в легкому однокорпусному, а ГР–Т у важкому двокорпусному виконанні.
Модифікація насосів: від 3Гр–8 до 20Гру–8Л.
Діаметр робочого колеса: 225—1390 мм.
Подача: 50 — 4000 м3/час.
Натиск: 16 — 68 м.водян.ст.
Електродвигун: 10 — 1600 кВт.
Ґрунтові насоси великих розмірів працюють при подачі рідини ущільнювача в сальник і у всмоктувальну порожнину через отвір в кришці.